# Božena Erceg
Božena Erceg, coniugata Blaće (Tenin, 31 dicembre 1981), è un'ex cestista croata.
Alta 180 cm, giocava come ala.

## Carriera
Con la Croazia ha disputato i Campionati europei del 2007 e due edizioni dei Giochi del Mediterraneo (2001, 2005).